# 比叡山坂本駅
比叡山坂本駅（ひえいざんさかもとえき）は、滋賀県大津市坂本三丁目にある、西日本旅客鉄道（JR西日本）湖西線の駅である。駅番号はJR-B27。

## 歴史
開業時の駅名は叡山駅（えいざんえき）であった。
- 1974年（昭和49年）7月20日：日本国有鉄道湖西線の開通と同時に[4]、叡山駅（えいざんえき）として開業[3]。
- 1987年（昭和62年）4月1日：国鉄分割民営化により、西日本旅客鉄道（JR西日本）の駅となる[4][5]。
- 1994年（平成6年）9月4日：比叡山坂本駅に改称[3][1]。
- 1998年（平成10年）9月29日：自動改札機を設置し、供用開始[6]。
- 2003年（平成15年）11月1日：ICカード「ICOCA」の利用が可能となる。
- 2005年（平成17年）3月1日：駅前広場の改修工事、バリアフリー化工事が完成。エレベーター、多目的トイレ、電光掲示板の使用を開始する。
- 2007年（平成19年）3月18日：ダイヤ改正に合わせて、自動券売機がタッチパネル式のものに交換され、使用を開始する。
- 2013年（平成25年）5月2日：異常時情報提供ディスプレイの使用を開始。
- 2014年（平成26年）
  - 2月15日：みどりの窓口の営業を終了。
  - 2月16日：みどりの券売機プラスが稼動を開始。
- 2016年（平成28年）3月26日：ダイヤ改正に伴い、緩行線電車の乗り入れが廃止される[4]。
- 2018年（平成30年）3月17日：駅ナンバリングが導入され、使用を開始する[7]。

## 駅構造
島式ホーム1面2線を持つ高架駅である。堅田駅が管理し、JR西日本交通サービスが駅業務を受託する業務委託駅である。分岐器や絶対信号機を持たないため、停留所に分類される。ホーム有効長は12両である。
改札口は地上に1か所あり自動改札完備。ホーム上に待合室が1か所設置されている。

### のりば
| のりば | 路線   | 方向 | 行先               |
| ------ | ------ | ---- | ------------------ |
| 1      | 湖西線 | 下り | 堅田・近江今津方面 |
| 2      | 湖西線 | 上り | 山科・京都方面     |

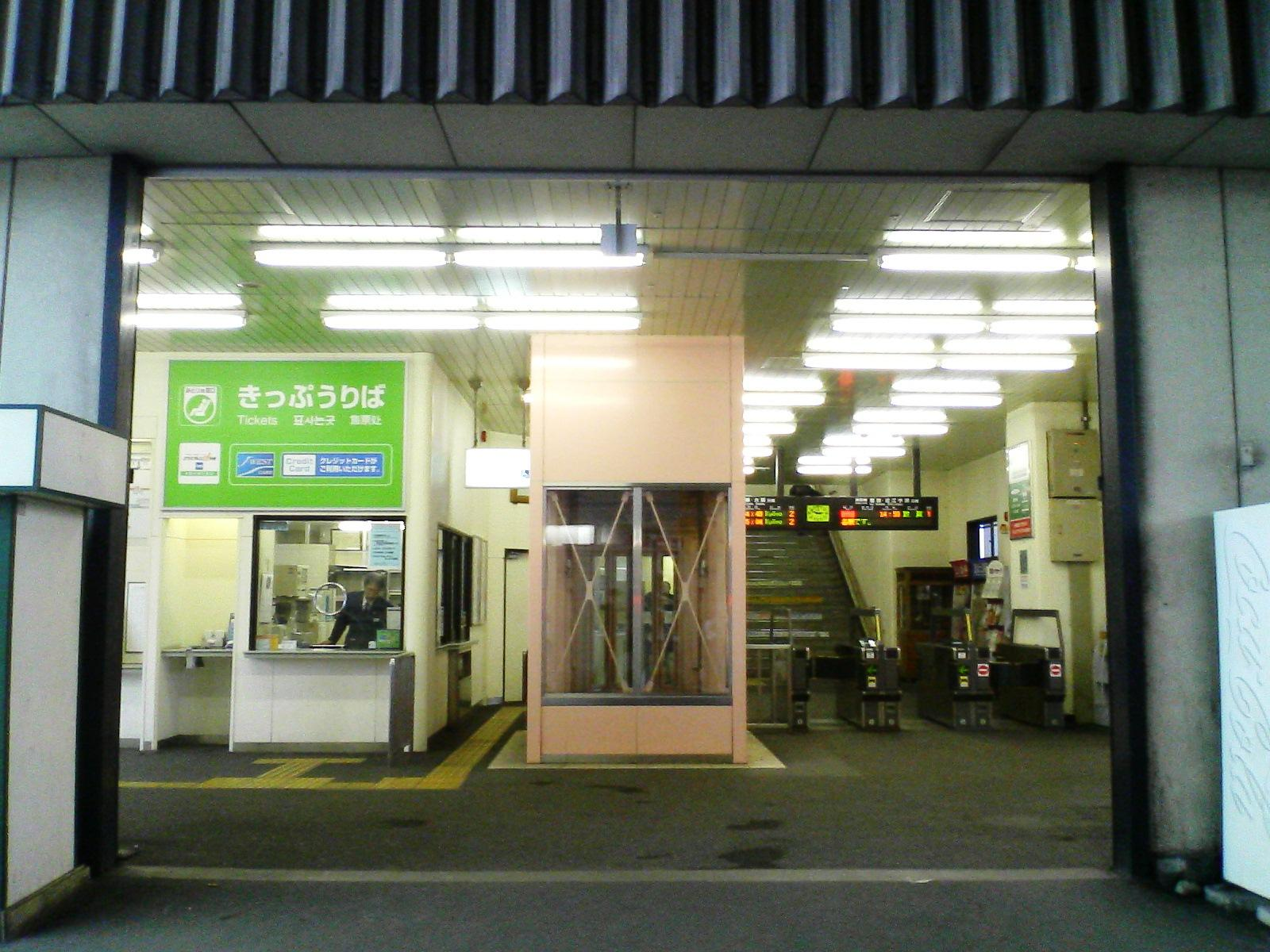
改札口（2008年1月）
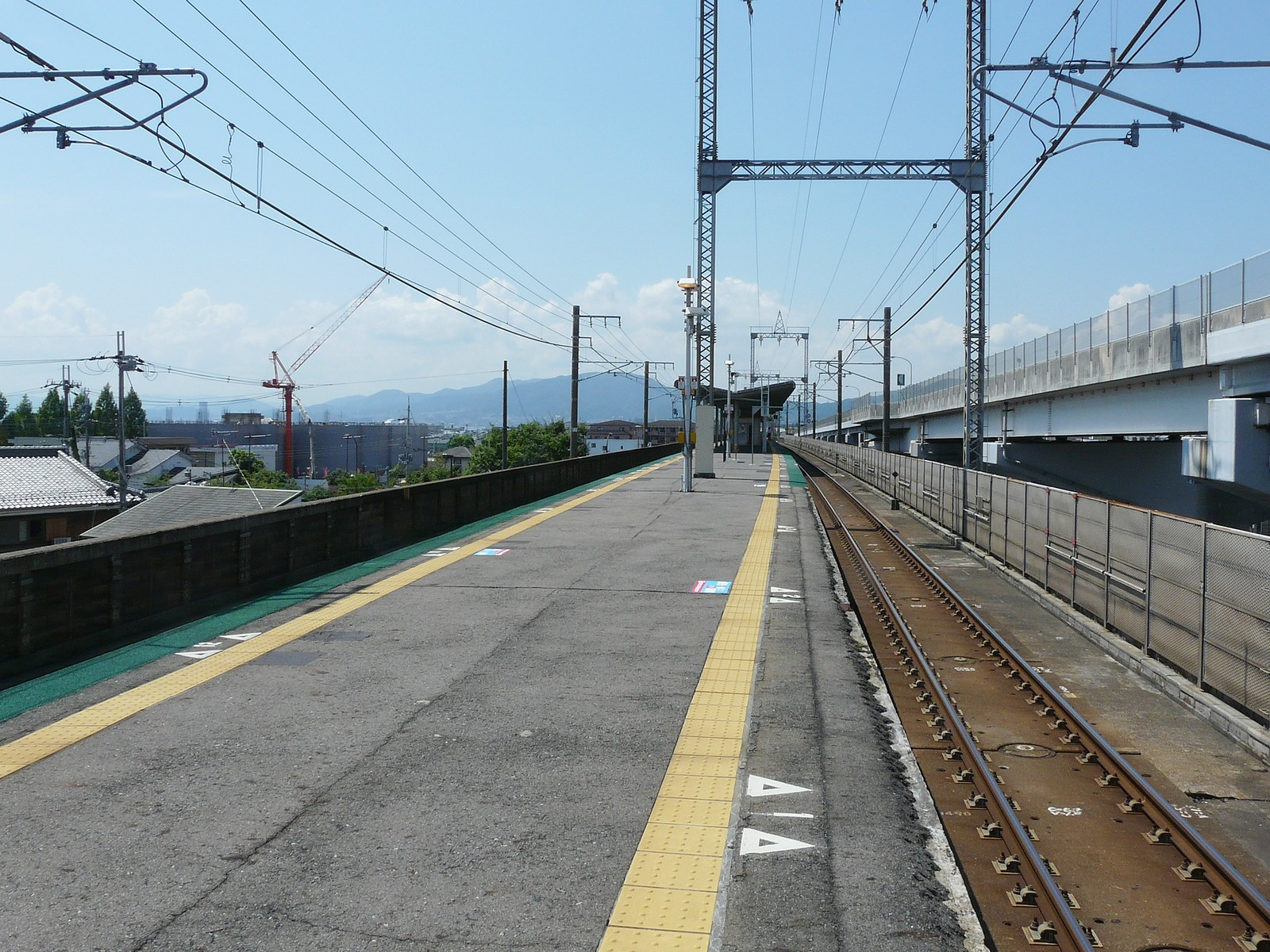
ホーム（2007年8月）

## 利用状況
JR西日本の移動等円滑化取組報告書によれば、2023年度の1日当たりの利用者数は11,062人。「滋賀県統計書」によると、1日平均の乗車人員は以下の通りである。
| 年度               | 1日平均 乗車人員 | 出典        |
| ------------------ | ---------------- | ----------- |
| 1992年（平成04年） | 4,768            | [ 統計 2 ]  |
| 1993年（平成05年） | 5,047            | [ 統計 3 ]  |
| 1994年（平成06年） | 5,088            | [ 統計 4 ]  |
| 1995年（平成07年） | 5,082            | [ 統計 5 ]  |
| 1996年（平成08年） | 5,200            | [ 統計 6 ]  |
| 1997年（平成09年） | 5,248            | [ 統計 7 ]  |
| 1998年（平成10年） | 5,383            | [ 統計 8 ]  |
| 1999年（平成11年） | 5,261            | [ 統計 9 ]  |
| 2000年（平成12年） | 5,238            | [ 統計 10 ] |
| 2001年（平成13年） | 5,180            | [ 統計 11 ] |
| 2002年（平成14年） | 5,011            | [ 統計 12 ] |
| 2003年（平成15年） | 4,995            | [ 統計 13 ] |
| 2004年（平成16年） | 4,936            | [ 統計 14 ] |
| 2005年（平成17年） | 4,964            | [ 統計 15 ] |
| 2006年（平成18年） | 5,014            | [ 統計 16 ] |
| 2007年（平成19年） | 5,005            | [ 統計 17 ] |
| 2008年（平成20年） | 4,946            | [ 統計 18 ] |
| 2009年（平成21年） | 4,816            | [ 統計 19 ] |
| 2010年（平成22年） | 4,765            | [ 統計 20 ] |
| 2011年（平成23年） | 4,755            | [ 統計 21 ] |
| 2012年（平成24年） | 4,772            | [ 統計 22 ] |
| 2013年（平成25年） | 4,850            | [ 統計 23 ] |
| 2014年（平成26年） | 4,801            | [ 統計 24 ] |
| 2015年（平成27年） | 5,045            | [ 統計 25 ] |
| 2016年（平成28年） | 5,355            | [ 統計 26 ] |
| 2017年（平成29年） | 5,538            | [ 統計 27 ] |
| 2018年（平成30年） | 5,640            | [ 統計 28 ] |
| 2019年（令和元年） | 5,630            | [ 統計 29 ] |
| 2020年（令和02年） | 4,552            | [ 統計 30 ] |
| 2021年（令和03年） | 4,719            | [ 統計 31 ] |
| 2022年（令和04年） | 5,185            | [ 統計 32 ] |

## 駅周辺
坂本（重要伝統的建造物群保存地区）の町が広がる。坂本比叡山口駅との間の道路沿いには商店も点在する。
- 坂本比叡山口駅（京阪石山坂本線）
- 石占井神社[10]
- 大津市立日吉中学校
- 大津市立坂本小学校
- ひえいの森保育園
- 大津市消防局中消防署西分署
- 新唐崎公園
- 西大津バイパス・湖西道路（坂本北インターチェンジ。ともに国道161号）
- 滋賀県道316号比叡山線
- 滋賀県道558号高島大津線（西近江路）

## バス路線
ロータリー内に「比叡山坂本駅」停留所がある。江若交通の日吉台線、坂本ケーブル連絡バス、浜大津線（比叡山坂本駅を始終着とする便のみ）の3路線が当停留所を発着する。
| 比叡山坂本駅 | 比叡山坂本駅 | 比叡山坂本駅                                                      | 比叡山坂本駅                                                 |
| 乗り場       | 運行事業者   | 系統または路線名・行先                                            | 備考                                                         |
| ------------ | ------------ | ----------------------------------------------------------------- | ------------------------------------------------------------ |
| 1            | 江若交通     | 30・31・32・39：比叡山坂本駅 36：日吉台市民センター前 125：大津駅 | 30・31・32：循環（日吉台） 36：1日2便のみ 39：循環（古墳前） |
| 2            | 江若交通     | 31：比叡山坂本駅 41：ケーブル坂本駅                               | 31：循環（西教寺） 41：冬季は平日運休                        |

## 隣の駅
西日本旅客鉄道（JR西日本）
 湖西線
■新快速
堅田駅 (JR-B25) - 比叡山坂本駅 (JR-B27) - 大津京駅 (JR-B29)
■快速（山科駅以西は新快速）
おごと温泉駅 (JR-B26) - 比叡山坂本駅 (JR-B27) - 大津京駅 (JR-B29)
■普通（一部JR京都線直通 高槻以西は快速）
おごと温泉駅 (JR-B26) - 比叡山坂本駅 (JR-B27) - 唐崎駅 (JR-B28)

### 記事本文
1. 1 2 3  “データで見るJR西日本2021 駅” (PDF).   西日本旅客鉄道. p. 90 (2021年10月). 2021年10月20日時点のオリジナルよりアーカイブ。2022年2月20日閲覧。
2. 1 2  双葉社 2021, p. 14.
3. 1 2 3 4 5 6  川島 2009, p. 46.
4. 1 2 3  双葉社 2021, p. 24.
5. ↑  朝日新聞出版分冊百科編集部 編『週刊 歴史でめぐる鉄道全路線 国鉄・JR』 42号 阪和線・和歌山線・桜井線・湖西線・関西空港線、曽根悟 監修、朝日新聞出版〈週刊朝日百科〉、2010年5月16日、26頁。
6. ↑  「JR年表」『JR気動車客車編成表 '99年版』ジェー・アール・アール、1999年7月1日、185頁。ISBN 4-88283-120-1。
7. ↑  『近畿エリアの12路線 のべ300駅に「駅ナンバー」を導入します！』（プレスリリース）2016年7月20日。
8. ↑  川島 2009, p. 14-15.
9. 1 2  “比叡山坂本駅｜構内図：JRおでかけネット”.   西日本旅客鉄道. 2023年1月13日閲覧。
10. ↑  “石占井神社”. 八百万の神.   INFO UNITE. 2023年10月30日時点のオリジナルよりアーカイブ。2023年11月13日閲覧。
11. ↑  “比叡山坂本駅 バスのりば案内図”.   江若交通. 2022年9月16日閲覧。

### 利用状況
1. 1 2  “移動等円滑化取組報告書（鉄道駅）（令和5年度）”.   西日本旅客鉄道. 2025年3月15日閲覧。
2. ↑  平成4年度滋賀県統計書
3. ↑  平成5年度滋賀県統計書
4. ↑  平成6年度滋賀県統計書
5. ↑  平成7年度滋賀県統計書
6. ↑  平成8年度滋賀県統計書
7. ↑  平成9年度滋賀県統計書
8. ↑  平成10年度滋賀県統計書
9. ↑  平成11年度滋賀県統計書
10. ↑  平成12年度滋賀県統計書
11. ↑  平成13年度滋賀県統計書
12. ↑  平成14年度滋賀県統計書
13. ↑  平成15年度滋賀県統計書
14. ↑  平成16年度滋賀県統計書
15. ↑  平成17年度滋賀県統計書
16. ↑  平成18年度滋賀県統計書
17. ↑  平成19年度滋賀県統計書
18. ↑  平成20年度滋賀県統計書
19. ↑  平成21年度滋賀県統計書
20. ↑  平成22年度滋賀県統計書
21. ↑  平成23年度滋賀県統計書
22. ↑  平成24年度滋賀県統計書
23. ↑  平成25年度滋賀県統計書
24. ↑  平成26年度滋賀県統計書
25. ↑  平成27年度滋賀県統計書
26. ↑  平成28年度滋賀県統計書
27. ↑  平成29年度滋賀県統計書
28. ↑  平成30年度滋賀県統計書 (PDF)
29. ↑  令和元年度滋賀県統計書 (PDF)
30. ↑  令和2年度滋賀県統計書 (PDF)
31. ↑  令和3年度滋賀県統計書 (PDF)
32. ↑  滋賀県『令和4年度滋賀県統計書』（pdf）（レポート）、130頁。2024年10月31日閲覧。